# هایدن (آلمان)
هایدن (به آلمانی: Heiden) یک شهر در آلمان است که در بورکن واقع شده‌است. هایدن ۸٬۱۹۵ نفر جمعیت دارد.

## خواهرخوانده
شهر هایلباد هایلیگن‌اشتات خواهرخواندهٔ هایدن (آلمان) هست.